# つながらない権利
つながらない権利（つながらないけんり、英語: right to disconnect）とは、労働者が労働時間外には仕事の携帯電話や電子メール（Webメール）等などへの対応を拒否できる権利のことである。

## 背景
21世紀に入り、スマートフォン（スマホ）などインターネットにも接続できる携帯電話が普及し、労働者がどこにいても電話やメール、SNSで連絡できるようになった。雇用形態や勤務時間の自由度が増した一方で、勤務時間とプライベートな時間の境界が曖昧となる問題が生じている。勤務時間外における業務連絡への対応は、実質的な時間外労働にあたるとして問題視されるようになった。フランスでは2016年に従業員50人以上の企業を対象に、業務時間外の「つながらない権利」に関する労使協議を義務づける改正労働法が成立し、翌年施行された。イタリア、ベルギー、スペインでも「つながらない権利」の法制化がなされ、欧州議会の2021年決議は「つながらない権利」をEU指令として制定することを欧州連合（EU）加盟国に求めた。EU外でもカナダの一部州やメキシコで「つながらない権利」の法制化がなされ、イギリスでは労働党が法制化を目指している。ポルトガルでは、2021年に企業が就業時間外の従業員に連絡することを原則として禁じ、違反企業には売上高に応じて罰金を科す法律を成立させた。
フランスの調査では管理職の77%がバカンス中でも通信機器に接続したと回答し、このうち82%は「通信がストレスになる」と答えた。青山学院大学教授（労働法）の細川良は「休暇を重視するフランスでさえ、スマホがもたらした利便性の波にのまれた。休息の質と量をいかに確保するかが問われる時代になっている」と話す。

## 日本における動向
日本の法律では、労働法に「つながらない権利」について規定した法令はなく、具体的な法制化の動きもない。一部企業では既存の法令の枠内で「つながらない権利」について対処している。具体例としては、ジョンソン・エンド・ジョンソンは午後10時以降と休日の社内メールのやり取りを禁止し、三菱ふそうトラック・バスは長期休暇中にメールを受信拒否・自動削除できるシステムを導入した。特に2020年以降の新型コロナ禍においてリモートワークが普及すると、利便性とは裏腹に仕事と私生活の区切りをつけづらく、長時間労働に加担する危うさを持ち合わせることから、この問題は特に取り上げられることが多くなった。
厚生労働省は、2021年に改定した「テレワークの適切な導入及び実施の推進のためのガイドライン」において、業務時間外における業務の指示や報告の在り方についてルールを設けるのが望ましい旨が記載され、さらに業務時間外の連絡に応じなかったことを理由に、不利益な人事評価を下すことは不適切であるとの注意喚起が明記された。ただしこのガイドラインには強制力はない。
連合の「“つながらない権利”に関する調査」（2023年）によれば、「勤務時間外に部下・同僚・上司から業務上の連絡がくることがある」と回答した雇用者は72.4%（週1回以上連絡がある雇用者は42.0%）、「勤務時間外に取引先から業務上の連絡がくることがある」と回答したのは44.2%（週1回以上連絡があるのは29.2%）に上った。また「勤務時間外に部下・同僚・上司から業務上の連絡がくるとストレスを感じる」と回答した雇用者は62.2%、「勤務時間外の部下・同僚・上司からの連絡を制限する必要があると思う」と回答したのは雇用者の66.7%に上っている。一方で、「つながらない権利の法制化で、勤務時間外の連絡を拒否することによって、勤務評価やキャリア形成、不利益な取扱いへの影響が心配だ」と回答したのは雇用者の49.8%、「つながらない権利の法制化で、勤務時間外の連絡を拒否することによって、緊急性の高いトラブルへの対応が遅れてしまうことが心配だ」と回答したのは64.9%、同様に「業務効率が低下することが心配だ」は59.0%に上っている。「つながらない権利」を求める声は高まっているものの、権利の行使がトラブル発生時の対応の遅れや業務効率の低下につながる可能性を懸念する人は多いようである。
あずさ監査法人では2017年、深夜・早朝（午後9時～午前7時）のネット接続を原則的に禁止したものの、2020年11月には管理職を除外し、月80時間を超える残業時間を厳しく管理することとした。一般職員でも、繁忙期、海外との連絡、自己研鑽など業務時間帯の柔軟化といった必要性・申請があれば上司が承認している。
法制化の動きはないものの、雇用者が「つながらない権利」を求める声が高まっている現況では、企業としてルールを整備することが対応策の一つとして挙げられる。具体的には、「管理職への教育・研修で意識改革を促す」「取引先との契約内容に明記する」「社内ルールを設ける」等があげられる。問題を放置することは「黙認」とみなされる可能性もあることから、「つながり続けるリスク」を特に経営者や人事担当者は認識し、対策を講じることが求められるとされる。